# Vild med dans (sæson 9)
Den niende sæson af Vild med dans begyndte at blive sendt den 7. september 2012 og finalen fandt sted den 9. november 2012. 
Claus Elming og Christiane Schaumburg-Müller var for tredje gang i træk værter sammen. Den tidligere værtinde, Andrea Elisabeth Rudolph, var med i et enkelt program, hvor der blev samlet ind til Kræftens Bekæmpelse. Dommerpanelet bestod af de samme fire som i den seneste sæson; Nikolaj Hübbe, Anne Laxholm, Jens Werner og Britt Bendixen. 
De ti par blev offentliggjort mandag den 13. august 2012, og i et brud med de forrige sæsoner er der ikke lige mange mandlige og kvindelige kendte. Fordelingen er denne gang fire mandlige kendte og seks kvindelige.

## Par
Efter at der i forrige sæson var tolv par med, er man denne gang vendt tilbage til de sædvanlige ti.
Den første kendte, der blev afsløret, var Louise Mieritz. Resten af navnene blev offentliggjort mandag den 13. august. Skuespiller Thomas Bo Larsen var at finde som deltager til at starte med, men da han fik en knæskade, kunne han ikke fortsætte. I stedet blev han mentor for bokseren Anders Krogh Jørgensen, der trådte til som dansepartner for Mie Moltke.
| Kendt                  | Profession      | Danser                   | Status     |
| ---------------------- | --------------- | ------------------------ | ---------- |
| Lars Rasmussen         | Håndboldspiller | Malene Østergaard        | Ude        |
| Monica Christiansen    | Golfspiller     | Thomas Evers Poulsen     | Ude        |
| Anders Krogh Jørgensen | Bokser          | Mie Moltke               | Ude        |
| Saseline Sørensen      | Sangerinde      | Ronnie Handskemager      | Ude        |
| Rasmus Nøhr            | Sanger          | Karina Frimodt           | Ude        |
| Jeanette Ottesen Gray  | Svømmer         | Marc Mariboe Christensen | Ude        |
| Camilla Bendix         | Skuespiller     | Michael Olesen           | Ude        |
| Louise Spellerberg     | Håndboldspiller | Mads Vad                 | Ude        |
| Louise Mieritz         | Skuespiller     | Silas Holst              | Andenplads |
| Joakim Ingversen       | Tv-vært         | Claudia Rex              | Vindere    |

## Resultater
| Par               | Plads | 1/2 | 3  | 4  | 5  | 6        | 7       | 8        | 9        | 10           |
| ----------------- | ----- | --- | -- | -- | -- | -------- | ------- | -------- | -------- | ------------ |
| Joakim & Claudia  | 1     | 14  | 23 | 26 | 19 | 26+28=54 | 28+1=29 | 37+38=75 | 38+40=78 | 36+40+40=116 |
| Louise M. & Silas | 2     | 19  | 26 | 28 | 28 | 32+32=64 | 30+5=35 | 25+38=63 | 40+38=78 | 38+38+40=116 |
| Louise S. & Mads  | 3     | 15  | 23 | 25 | 22 | 24+28=52 | 20+3=23 | 33+32=65 | 34+33=67 |              |
| Camilla & Michael | 4     | 15  | 27 | 20 | 25 | 24+32=56 | 28+2=30 | 26+32=58 |          |              |
| Jeanette & Marc   | 5     | 11  | 24 | 21 | 21 | 22+28=50 | 26+4=30 |          |          |              |
| Rasmus & Karina   | 6     | 8   | 16 | 16 | 16 | 16+32=48 |         |          |          |              |
| Saseline & Ronnie | 7     | 10  | 18 | 22 | 14 |          |         |          |          |              |
| Anders & Mie      | 8     | 7   | 12 | 17 |    |          |         |          |          |              |
| Monica & Thomas   | 9     | 13  | 14 |    |    |          |         |          |          |              |
| Lars & Malene     | 10    | 9   |    |    |    |          |         |          |          |              |

     indikerer parret, der fik førstepladsen
     indikerer parret, der fik andenpladsen
     indikerer parret, der var i bunden men gik videre
     indikerer parret, der blev stemt ud
Grønne tal indikerer de højeste point for hver uge
Røde tal indikerer de laveste point for hver uge

### Gennemsnit
| Plads ift. gennemsnit | Plads | Par               | Total | Antal danse | Gennemsnit |
| --------------------- | ----- | ----------------- | ----- | ----------- | ---------- |
| 1                     | 2     | Louise M. & Silas | 452   | 14          | 32.3       |
| 2                     | 1     | Joakim & Claudia  | 433   | 14          | 30.9       |
| 3                     | 3     | Louise S. & Mads  | 289   | 11          | 26.3       |
| 4                     | 4     | Camilla & Michael | 229   | 9           | 25.4       |
| 5                     | 5     | Jeanette & Marc   | 153   | 7           | 21.9       |
| 6                     | 6     | Rasmus & Karina   | 104   | 6           | 17.3       |
| 7                     | 7     | Saseline & Ronnie | 64    | 4           | 16.0       |
| 8                     | 9     | Monica & Thomas   | 27    | 2           | 13.5       |
| 9                     | 8     | Anders & Mie      | 36    | 3           | 12.0       |
| 10                    | 10    | Lars & Malene     | 9     | 1           | 9.0        |

## Danse og sange

### Uge 1: Premiere
| Nummer | Rækkefølge                   | Dans        | Musik                                     | Hübbe | Laxholm | Werner | Bendixen | Point |
| ------ | ---------------------------- | ----------- | ----------------------------------------- | ----- | ------- | ------ | -------- | ----- |
| —      | De ti professionelle dansere | Fællesdans  | Horny — Mousse T.                         | —     | —       | —      | —        | —     |
| 1      | Louise & Silas               | Cha-cha-cha | Vogue — Madonna                           | 5     | 4       | 5      | 5        | 19    |
| 2      | Rasmus & Karina              | Vals        | Unchained Melody — The Righteous Brothers | 1     | 2       | 2      | 3        | 8     |
| 3      | Jeanette & Marc              | Cha-cha-cha | Dedication to My Ex — Lloyd               | 2     | 3       | 3      | 3        | 11    |
| 4      | Louise & Mads                | Vals        | Moon River — Rod Stewart                  | 3     | 3       | 5      | 4        | 15    |
| 5      | Joakim & Claudia             | Cha-cha-cha | Geronimo — Aura                           | 4     | 3       | 4      | 3        | 14    |

### Uge 2
| Nummer | Rækkefølge        | Dans        | Musik                               | Hübbe | Laxholm | Werner | Bendixen | Point | Resultat |
| ------ | ----------------- | ----------- | ----------------------------------- | ----- | ------- | ------ | -------- | ----- | -------- |
| 1      | Lars & Malene     | Cha-cha-cha | Never Played the Bass — Nabiha      | 3     | 2       | 2      | 2        | 9     | Ude      |
| 2      | Saseline & Ronnie | Vals        | Kissing You — Des'ree/Leah Danilles | 2     | 3       | 2      | 3        | 10    | Omdans   |
| 3      | Camilla & Michael | Cha-cha-cha | The Edge of Glory — Lady Gaga       | 4     | 4       | 4      | 3        | 15    | Videre   |
| 4      | Monica & Thomas   | Vals        | I Have A Dream — ABBA/Tony Evans    | 3     | 3       | 4      | 3        | 13    | Videre   |
| 5      | Anders & Mie      | Vals        | Back to Manhattan — Norah Jones     | 2     | 1       | 2      | 2        | 7     | Videre   |

### Uge 3
| Nummer | Rækkefølge        | Dans             | Musik                                             | Hübbe | Laxholm | Werner | Bendixen | Point | Resultat |
| ------ | ----------------- | ---------------- | ------------------------------------------------- | ----- | ------- | ------ | -------- | ----- | -------- |
| 1      | Louise & Mads     | Jive             | Jeg bløder — Thomas Helmig                        | 6     | 6       | 6      | 5        | 23    | Videre   |
| 2      | Joakim & Claudia  | Argentinsk tango | Asi se Baila el Tango — Bailongo med Vero Verdier | 5     | 6       | 6      | 6        | 23    | Omdans   |
| 3      | Anders & Mie      | Jive             | Buona Serra — Louis Prima                         | 3     | 3       | 3      | 3        | 12    | Videre   |
| 4      | Jeanette & Marc   | Argentinsk tango | Catamarca — Carlos Ortega                         | 5     | 6       | 7      | 6        | 24    | Videre   |
| 5      | Monica & Thomas   | Jive             | Take on Me — A-ha                                 | 3     | 4       | 3      | 4        | 14    | Ude      |
| 6      | Louise & Silas    | Argentinsk tango | Tanguedia III — Astor Piazzolla                   | 7     | 6       | 6      | 7        | 26    | Videre   |
| 7      | Saseline & Ronnie | Jive             | Runaway Baby — Bruno Mars                         | 4     | 5       | 4      | 5        | 18    | Videre   |
| 8      | Camilla & Michael | Argentinsk tango | Revirado — Astor Piazzolla/Quinteto Tango Nuevos  | 7     | 7       | 7      | 6        | 27    | Videre   |
| 9      | Rasmus & Karina   | Jive             | Tainted Love — Imelda May                         | 4     | 4       | 3      | 5        | 16    | Videre   |

### Uge 4
| Nummer | Rækkefølge        | Dans  | Musik                                     | Hübbe | Laxholm | Werner | Bendixen | Point | Resultat |
| ------ | ----------------- | ----- | ----------------------------------------- | ----- | ------- | ------ | -------- | ----- | -------- |
| 1      | Rasmus & Karina   | Disko | Funkytown — Lipps Inc                     | 3     | 4       | 5      | 4        | 16    | Videre   |
| 2      | Jeanette & Marc   | Disko | Don't Leave Me This Way — Thelma Houston  | 5     | 6       | 5      | 5        | 21    | Videre   |
| 3      | Camilla & Michael | Disko | That's the Way — KC and the Sunshine Band | 6     | 5       | 4      | 5        | 20    | Videre   |
| 4      | Louise & Mads     | Disko | You Should Be Dancing — Bee Gees          | 7     | 6       | 6      | 6        | 25    | Videre   |
| 5      | Saseline & Ronnie | Disko | Upside Down — Diana Ross                  | 6     | 6       | 5      | 5        | 22    | Omdans   |
| 6      | Joakim & Claudia  | Disko | Daddy Cool — Boney M.                     | 7     | 6       | 7      | 6        | 26    | Videre   |
| 7      | Anders & Mie      | Disko | More Than a Woman — Bee Gees              | 4     | 4       | 4      | 5        | 17    | Ude      |
| 8      | Louise & Silas    | Disko | I Am What I Am — Gloria Gaynor            | 7     | 7       | 7      | 7        | 28    | Videre   |

- I den fjerde uge skulle de resterende otte par for første gang i programmets historie danse disko.[4]

### Uge 5
| Nummer | Rækkefølge        | Dans    | Musik                                       | Hübbe | Laxholm | Werner | Bendixen | Point | Resultat |
| ------ | ----------------- | ------- | ------------------------------------------- | ----- | ------- | ------ | -------- | ----- | -------- |
| 1      | Joakim & Claudia  | Samba   | In the Summertime — Mungo Jerry             | 5     | 5       | 4      | 5        | 19    | Videre   |
| 2      | Saseline & Ronnie | Slowfox | Someone like You — Adele                    | 4     | 4       | 3      | 3        | 14    | Ude      |
| 3      | Louise & Silas    | Samba   | I'm Coming Out — Diana Ross                 | 7     | 7       | 7      | 7        | 28    | Videre   |
| 4      | Rasmus & Karina   | Slowfox | Video Games — Lana Del Rey                  | 4     | 4       | 4      | 4        | 16    | Videre   |
| 5      | Jeanette & Marc   | Samba   | Sweetheart from Venezuela — Harry Belafonte | 5     | 5       | 6      | 5        | 21    | Omdans   |
| 6      | Louise & Mads     | Slowfox | DJ Blues — Panamah                          | 6     | 5       | 5      | 6        | 22    | Videre   |
| 7      | Camilla & Michael | Samba   | Kiss Kiss — Holly Valance                   | 6     | 6       | 6      | 7        | 25    | Videre   |

### Uge 6
| Nummer | Rækkefølge                                       | Dans       | Musik                                          | Hübbe | Laxholm | Werner | Bendixen | Point | Resultat |
| ------ | ------------------------------------------------ | ---------- | ---------------------------------------------- | ----- | ------- | ------ | -------- | ----- | -------- |
| 1      | Jeanette & Marc                                  | Quickstep  | Pencil Full of Lead — Paolo Nutini             | 6     | 6       | 5      | 5        | 22    | Videre   |
| 2      | Louise & Mads                                    | Rumba      | Nothing in Common — Christopher                | 5     | 7       | 7      | 5        | 24    | Omdans   |
| 3      | Joakim & Claudia                                 | Quickstep  | Friend Like Me fra Aladdin                     | 7     | 7       | 6      | 6        | 26    | Videre   |
| 4      | Camilla & Michael                                | Quickstep  | Black Horse and the Cherry Tree — KT Tunstall  | 6     | 7       | 6      | 5        | 24    | Videre   |
| 5      | Rasmus & Karina                                  | Rumba      | Grenade — Bruno Mars                           | 4     | 4       | 4      | 4        | 16    | Ude      |
| 6      | Louise & Silas                                   | Quickstep  | Show Me How You Burlesque — Christina Aguilera | 8     | 8       | 8      | 8        | 32    | Videre   |
| —      | Jeanette & Marc Louise & Mads Joakim & Claudia   | Fællesdans | Elevation — U2                                 | 7     | 7       | 7      | 7        | 28    | —        |
| —      | Camilla & Michael Rasmus & Karina Louise & Silas | Fællesdans | Danger Zone — Kenny Loggins                    | 8     | 8       | 8      | 8        | 32    | —        |

- I den sjette uge skulle de resterende par ud i en individuel dans, og derefter delte parrene sig i to hold, der hver især optrådte med en fællesdans. Parrene i den fællesdans, som fik flest point fra dommerne, fik to ekstra point.

### Uge 7
| Nummer | Rækkefølge        | Dans      | Musik                                             | Hübbe | Laxholm | Werner | Bendixen | Point | Resultat |
| ------ | ----------------- | --------- | ------------------------------------------------- | ----- | ------- | ------ | -------- | ----- | -------- |
| 1      | Camilla & Michael | Jive      | Just a Gigolo/I Ain't Got Nobody — David Lee Roth | 7     | 7       | 7      | 7        | 28    | Omdans   |
| 2      | Louise & Silas    | Rumba     | Over alle bjerge — Xander                         | 8     | 8       | 7      | 7        | 30    | Videre   |
| 3      | Louise & Mads     | Quickstep | Payphone — Maroon 5                               | 5     | 5       | 5      | 5        | 20    | Videre   |
| 4      | Joakim & Claudia  | Jive      | Hey Ya! — OutKast                                 | 7     | 7       | 7      | 7        | 28    | Videre   |
| 5      | Jeanette & Marc   | Rumba     | Songbird — Eva Cassidy                            | 6     | 5       | 7      | 8        | 26    | Ude      |
| —      | Camilla & Michael | Salsa     | Mi Gente — Marc Anthony                           | —     | —       | —      | —        | 2     | —        |
| —      | Louise & Silas    | Salsa     | Mi Gente — Marc Anthony                           | —     | —       | —      | —        | 5     | —        |
| —      | Louise & Mads     | Salsa     | Mi Gente — Marc Anthony                           | —     | —       | —      | —        | 3     | —        |
| —      | Joakim & Claudia  | Salsa     | Mi Gente — Marc Anthony                           | —     | —       | —      | —        | 1     | —        |
| —      | Jeanette & Marc   | Salsa     | Mi Gente — Marc Anthony                           | —     | —       | —      | —        | 4     | —        |

- I den syvende uge dansede parrene én af deres individuelle danse. Derudover deltog de alle for første gang i programmets historie i et salsa-maraton.[5]

### Uge 8: Kvartfinale
| Nummer | Rækkefølge                      | Dans      | Musik                                       | Hübbe | Laxholm | Werner | Bendixen | Point | Resultat |
| ------ | ------------------------------- | --------- | ------------------------------------------- | ----- | ------- | ------ | -------- | ----- | -------- |
| 1      | Louise & Silas                  | Slowfox   | Everytime — Britney Spears                  | 6     | 6       | 6      | 7        | 25    | Videre   |
| 2      | Camilla & Michael               | Vals      | One More Try — George Michael               | 7     | 7       | 6      | 6        | 26    | Ude      |
| 3      | Louise & Mads                   | Samba     | Eso Beso — Paul Anka                        | 8     | 8       | 9      | 8        | 33    | Omdans   |
| 4      | Joakim & Claudia                | Vals      | Den allersidste dans — Kai Normann Andersen | 9     | 9       | 10     | 9        | 37    | Videre   |
| —      | Joakim & Claudia Louise & Silas | Pasodoble | Champion — Clemens                          | 9     | 9       | 10     | 10       | 38    | —        |
| —      | Camilla & Michael Louise & Mads | Pasodoble | Kysser som en drøm — Anne Linnet            | 8     | 8       | 8      | 8        | 32    | —        |

- I den ottende uge skulle de resterende par ud i én individuel dans, og derefter delte parrene sig i to hold, der hver især optrådte med en pasodoble, hvor der skulle byttes partner midt i dansen. I denne uge blev der også samlet ind til Kræftens Bekæmpelse, og overskuddet fra seernes sms-stemmer gik til formålet[6]. Derudover havde de fire dommere planlagt hvert deres danseshow med et selvvalgt dansehold, hvor den vindende dommer blev fundet på seernes stemmer.

#### Dommerkonkurrencen
| Nummer | Rækkefølge     | Dans                           | Musik                                                | Resultat |
| ------ | -------------- | ------------------------------ | ---------------------------------------------------- | -------- |
| 1      | Nikolaj Hübbe  | Pas de deux                    | Musik fra 3. akt af La Bayadère af Marius Petipa     | Ude      |
| 2      | Britt Bendixen | Rumba                          | I Close My Eyes and Think of You — Szhirley/Daniel   | Ude      |
| 3      | Jens Werner    | Flamenco                       | —                                                    | Vinder   |
| 4      | Anne Laxholm   | Medley af Slowfox og Quickstep | Medley af Alle går rundt og forelsker sig og Hot Hot | Ude      |

### Uge 9: Semifinale
| Nummer | Rækkefølge       | Dans             | Musik                                        | Hübbe | Laxholm | Werner | Bendixen | Point | Resultat |
| ------ | ---------------- | ---------------- | -------------------------------------------- | ----- | ------- | ------ | -------- | ----- | -------- |
| 1      | Joakim & Claudia | Rumba            | Sød musik — Rasmus Nøhr                      | 9     | 9       | 10     | 10       | 38    | Videre   |
| 1      | Joakim & Claudia | Wienervals       | Saving All My Love for You — Whitney Houston | 10    | 10      | 10     | 10       | 40    | Videre   |
| 2      | Louise & Silas   | Jive             | Kids in America — Kim Wilde                  | 10    | 10      | 10     | 10       | 40    | Videre   |
| 2      | Louise & Silas   | Wienervals       | Crazy — Aerosmith                            | 9     | 9       | 10     | 10       | 38    | Videre   |
| 3      | Louise & Mads    | Argentinsk tango | Delusion — Orchestra el Choclo               | 10    | 8       | 8      | 8        | 34    | Ude      |
| 3      | Louise & Mads    | Wienervals       | Cry Me Out — Pixie Lott                      | 9     | 8       | 8      | 8        | 33    | Ude      |

- I den niende uge skulle de tre resterende par ud i deres manglende individuelle dans og en individuel wienervals.

### Uge 10: Finale
| Nummer | Rækkefølge           | Dans        | Musik                                                                              | Hübbe | Laxholm | Werner | Bendixen | Point | Resultat   |
| ------ | -------------------- | ----------- | ---------------------------------------------------------------------------------- | ----- | ------- | ------ | -------- | ----- | ---------- |
| 1      | Joakim & Claudia     | Cha-cha-cha | Lyser i mørke — Medina                                                             | 9     | 9       | 9      | 9        | 36    | —          |
| 2      | Louise & Silas       | Cha-cha-cha | Lyser i mørke — Medina                                                             | 9     | 10      | 9      | 10       | 38    | —          |
| 1      | Joakim & Claudia     | Quickstep   | Friend Like Me — Aladdin                                                           | 10    | 10      | 10     | 10       | 40    | Vindere    |
| 2      | Louise & Silas       | Quickstep   | Show Me How You Burlesque — Christina Aguilera                                     | 10    | 10      | 9      | 9        | 38    | Andenplads |
| —      | De otte udstemte par | Fællesdans  | Free — Graffiti6                                                                   | —     | —       | —      | —        | —     | —          |
| 1      | Joakim & Claudia     | Freestyle   | Enter the Circus — Christina Aguilera og Mr. Pinstripe Suit — Big Bad Voodoo Daddy | 10    | 10      | 10     | 10       | 40    | Vindere    |
| 2      | Louise & Silas       | Freestyle   | Dangerous — Michael Jackson og Run the World — Beyoncé                             | 10    | 10      | 10     | 10       | 40    | Andenplads |

- I den tiende uge dansede parrene en cha-cha-cha mod hinanden samtidigt, en individuel dans valgt af dommerne og en freestyle frit sat sammen af parrene selv.